# Hugo Rothstein

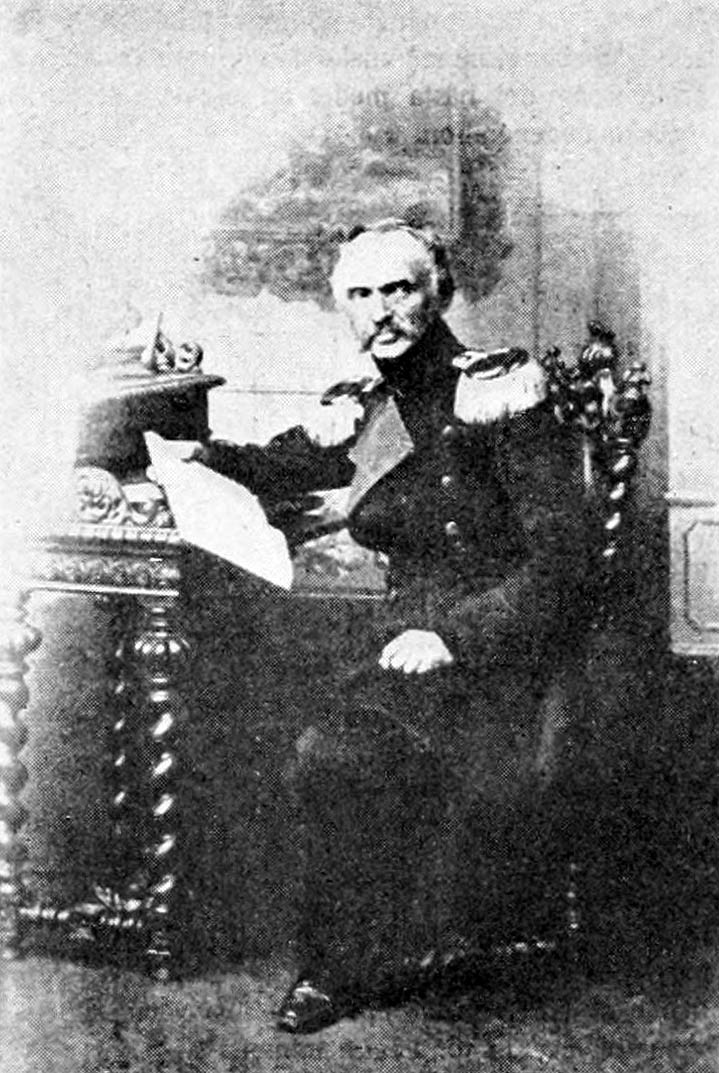
Hugo Rothstein.

Hugo Rothstein, född den 28 augusti 1810 i Erfurt, död där den 23 mars 1865, var en tysk gymnast. 
Rothstein sändes som artilleriofficer till Sverige för besiktning av där beställda kanoner och lärde därvid känna Lings gymnastik, över vilken han skrev en uppsats, som hos Fredrik Vilhelm IV väckte ett sådant intresse, att denne 1845 sände Rothstein jämte artilleriofficeren Techow till Stockholm för att sätta sig närmare in i Lingska systemet. Som föreståndare (1851–1862) för den av honom ordnade Central-Turnanstalt i Berlin vinnlade Rothstein sig om att låta den svenska gymnastiken uttränga tyskarnas Turnkunst, men väckte därigenom den häftigaste nationella förbittring, bekämpades av Du Bois-Reymond och Virchow med flera samt måste taga avsked. Rothstein utarbetade gymnastikreglementet för preussiska armén. Han författade bland annat Die Gymnastik nach dem System des schwedischen Gymnasiarchen P. H. Ling (5 häften, 1846–1859).